# Epipremnum obtusum
Epipremnum obtusum Engl. & K.Krause – gatunek wieloletnich, wiecznie zielonych pnączy z rodziny obrazkowatych, pochodzący z Papui-Nowej Gwinei, zasiedlający lasy wiecznie zielone.